# 창정 2D
창정 2D(중국어: 长征二号丁火箭, 영어: Long March 2D)는 중국의 우주 발사체이다.
1992년 8월 9일 최초 발사되었으며, 26회 발사하여 모두 발사에 성공했다. 주로 주취안 위성발사센터에서 발사한다.

## 비교
1982년 최초발사한 창정 2C는 무게 233톤이다. 1단, 2단이 동일하고, 3단에 추력 1톤의 고체로켓을 장착했다.
1992년 최초발사한 창정 2D은 무게 232톤이다. 1단은 추력 75.5톤 엔진 4개를 묶어 302톤의 추력을 낸다. 2단은 추력 75톤이다.
2019년 최초발사할 한국의 KSLV-2는 무게 200톤이다. 75톤 추력 4개로 1단, 2단은 추력 75톤이다. 한국과 달리 창정 2D는 3단이 없다.

## 같이 보기
- 창정
- KSLV-2